# Lijst van personen uit Beiroet
Deze chronologische lijst van personen uit Beiroet betreft mensen die in deze Libanese plaats zijn geboren.

## 1900-1909
- Saniya Habboub (1901-1983), Libanees arts

## 1910-1919
- Charles Hélou (1912/13-2001), Libanees politicus

## 1920-1929
- Etel Adnan (1925-2021), Syrisch-Amerikaans dichteres, essayist en beeldend kunstenaar
- Nicolas Hayek (1928-2010), Libanees-Zwitsers industrieel, oprichter van Swatch
- Selim Ahmed al-Hoss (1929-2024), politicus

## 1930-1939
- Antonella Lualdi (1931-2023), Italiaans actrice en zangeres
- Delphine Seyrig (1932-1990), Frans actrice

## 1940-1949
- Walid Eido (1942-2007), jurist en politicus
- Bashir Gemayel (1947-1982), president van Libanon
- Amin Maalouf (1949), journalist en schrijver
- Gabriel Yared (1949), componist

## 1950-1959
- Pierre Audi (1957-2025), Frans-Libanees opera- en toneelregisseur

## 1960-1969
- Elie Saab (1964), modeontwerper
- Hassan Nasrallah (1960-2024), politicus en islamitisch geestelijke, leider van Hezbollah
- Samir Kassir (1960-2005), leraar en journalist
- Keanu Reeves (1964), Canadees filmacteur
- Christine Tohmé (1964), conservator
- Steve Kerr (1965), Amerikaans basketbalspeler, vijfvoudig NBA kampioen
- Hala Wardé (1965), Frans architecte
- Thierry Martin (1966), Frans stripauteur van Libanese afkomst
- Rabih Mroué (1967), acteur en toneel- en filmmaker
- Serj Tankian (1967), Armeens-Amerikaans zanger
- Julia Boutros (1968), Libanees zangeres

## 1970-1979
- Danielle Arbid (1970), Libanees-Frans filmregisseur, actrice en fotograaf
- Lara Aharonian (1972), Armeens-Canadees mensenrechtenverdediger
- Adel Karam (1972), Libanees acteur een komediespeler
- Fares Fares (1973), Zweeds-Libanese acteur
- Yasmine Hamdan (1976), zangeres en actrice
- Kim Ghattas (1977), journalist
- Danny Ghosen (1978), Nederlands journalist en presentator
- Sharbel Touma (1979), Zweeds voetballer

## 1980-1989
- Ibrahim Maalouf (1980), Frans-Libanese trompettist
- K-Maro (1980), Libanees-Canadees zanger
- Massari (1980), Libanees-Canadees zanger
- George Mourad (1982), Syrisch-Zweeds voetballer
- Nancy Ajram (1983), Libanees zangeres
- Bachar Mar-Khalifé (1983), Frans-Libanees musicus
- Mika (1983), Libanees-Brits zanger
- Chirine Njeim (1984), alpineskiester en atlete
- Bilal Aziz (1985), Turks voetballer van Libanese afkomst
- Aline Lahoud (1986), Libanees zangeres

## 1990-1999
- Mia Khalifa (1993), Libanees-Amerikaans model en pornoactrice
- Philippe Paoli (1995), Libanees voetballer

## 2000-2009
- Rami Al Hajj (2001), voetballer